# Emmie de Wit
Emmie de Wit is een Nederlands-Amerikaanse viroloog. Ze is hoofd van de afdeling moleculaire pathogenese van de Rocky Mountain Laboratories . Haar onderzoek combineert pathogenesestudies met gedetailleerde moleculaire analyses om moleculaire determinanten van ernstige luchtwegaandoeningen binnen het virus en de gastheer te identificeren. 

## Opleiding
Emmie de Wit komt uit Nederland. Ze behaalde haar Ph.D. in virologie in 2006 aan de Erasmus Universiteit Rotterdam. Haar onderzoek was gericht op de replicatie, pathogenese en overdracht van het Influenzavirus A. Haar proefschrift was getiteld Molecular determinants of influenza A virus replication and pathogenesis.

## Carrière
In 2009 verhuisde de Wit naar Heinz Feldmanns Laboratorium voor Virologie aan de Rocky Mountain Laboratories (RML) om onderzoek te doen in het bioveiligheidsniveau 4 laboratorium. Hier richtte ze zich op de pathogenese van en tegenmaatregelen tegen het Nipah-virus, het Middle East respiratory syndrome en het 1918 H1N1-influenza A-virus (Spaanse griep). In 2012 ontving ze een Fellows Award for Research Excellence (FARE) voor haar onderzoek naar het modelleren van de transmissiecyclus van het dodelijke Nipah-virus. Van 2014 tot 2015 verbleef de Wit 4 maanden in een veldlaboratorium in Monrovia, Liberia, waar zij de diagnose van patiënten voor verschillende ebola-behandelingseenheden in het gebied leidde, om de ebola-virusepidemie in Liberia te helpen beheersen. Het huidige onderzoek van De Wit doelt pathogenesestudies te combineren met gedetailleerde moleculaire analyses om moleculaire determinanten van ernstige luchtwegaandoeningen binnen het virus en de gastheer te identificeren. Ze is hoofd van de afdeling moleculaire pathogenese bij het RML.